# 何玥
何玥（2000年7月21日—2012年11月17日），中华人民共和国广西壮族自治区桂林市阳朔县金宝乡和兴榨村人，壮族。2012年11月17日因得脑瘤离世，年仅12岁。因死前立下遗嘱无偿捐献身体器官而闻名。她因为其善行被中国大陆网友称为“最美女孩”，她同时也是中华人民共和国成立以来首个主动无偿捐赠器官的小学生。

## 荣誉
何玥的事迹被中国各大媒体报道。2013年2月19日，“感动中国2012年度人物评选”颁奖典礼在中央电视台综合频道播出，她被选为年度人物。